# Рівнопотужність
Рівнопотужність — відношення двох довільних (скінченних або нескінченних) множин, що означає, нестрого кажучи, що одна з множин містить стільки ж елементів, як і інша. Скінченні множини рівнопотужні тоді й лише тоді, коли вони містять однакові кількості елементів. Наприклад, множина традиційних зодіакальних сузір'їв і множина ребер куба рівнопотужні, оскільки обидві містять по 12 елементів.
Поняття рівнопотужності, введене Георгом Кантором 1878 року, розширює це відношення на нескінченні множини, на нього спирається визначення центрального в теорії множин поняття потужності множини. Кантор також визначив порівняння потужностей — якщо дві множини не рівнопотужні, то потужність однієї з них більша, ніж іншої (у доведенні використовується аксіома вибору).

## Визначення

Взаємно-однозначна відповідність множин

Визначення 1. Функція {\displaystyle f,} яка визначена на множині {\displaystyle A} і набуває значень у множині {\displaystyle B,} називається взаємно-однозначною відповідністю, якщо:
- різним елементам {\displaystyle A} відповідають різні елементи {\displaystyle B;}
- кожен елемент {\displaystyle B} поставлено у відповідність деякому елементу {\displaystyle A}.

Легко бачити, що взаємно-однозначна відповідність як функція має (однозначну) обернену функцію, визначену на всій множині {\displaystyle B.}
Визначення 2. Дві множини називають рівнопотужними, якщо між ними можна встановити взаємно-однозначну відповідність. Варіанти термінології: рівнопотужні множини «мають однакову потужність» або «однакове кардинальне число».
У зазначеній відповідності будь-якому елементу кожної з рівнопотужних множин відповідає рівно один елемент іншої множини.
Різні автори пропонували різні символи для позначення рівнопотужності множин {\displaystyle A,B}:
{\displaystyle A\sim B}
{\displaystyle |A|=|B|}
{\displaystyle A\approx B}
{\displaystyle {\bar {\bar {A}}}={\bar {\bar {B}}}} (позначення Кантора)
{\displaystyle Eq(A,B)} (позначення Бурбакі)
#{\displaystyle A} = #{\displaystyle B}
{\displaystyle \mathrm {card} (A)=\mathrm {card} (B)}
Далі в цій статті використовується перше позначення.

## Приклади
Множина натуральних чисел {\displaystyle \mathbb {N} } і множина парних чисел рівнопотужні, оскільки кожному натуральному числу {\displaystyle n} взаємно-однозначно відповідає парне число {\displaystyle 2n.} Всі множини, рівнопотужні {\displaystyle \mathbb {N} ,} називаються зліченними. Будь-яка нескінченна підмножина {\displaystyle \mathbb {N} } зліченна — наприклад, множина простих чисел.
Множина раціональних чисел зліченна, проте множина дійсних чисел {\displaystyle \mathbb {R} } вже незліченна.
Всі кола рівнопотужні. Щоб переконатися в цьому, побудуємо для кожного кола полярну систему координат з початком у центрі кола і поставимо у відповідність точки з однаковим полярним кутом.
Викладений підхід часто використовується, щоб визначити поняття нескінченної множини «за Дедекіндом»: множина {\displaystyle A} називається нескінченною, якщо вона рівнопотужна своїй власній підмножині (тобто підмножині, що не збігається з усією {\displaystyle A}).

## Властивості
Відношення рівнопотужності є відношенням еквівалентності:
1. Кожна множина рівнопотужна сама собі.
2. Якщо {\displaystyle A\sim B,} то {\displaystyle B\sim A.}
3. Якщо {\displaystyle A\sim B} і {\displaystyle B\sim C,} то {\displaystyle A\sim C.}

Отже, відношення рівнопотужності розбиває множини на неперетинні класи рівнопотужних множин. Це розбиття дозволило Кантору визначити поняття потужності множини як одного з таких класів (в аксіоматичній теорії множин поняття потужності вводиться трохи інакше, див. подробиці в статті про потужність множини).
З теореми Кантора випливає, що ніяка множина не може бути рівнопотужною множині своїх підмножин (яка завжди має більшу потужність).
Теорема Кантора — Бернштейна: якщо з двох множин А і В кожна еквівалентна частині іншої, то ці дві множини рівнопотужні.
1877 року Кантор виявив низку незвичайних наслідків своєї теорії.
- Скінченний відрізок прямої рівнопотужний всій нескінченній прямій.
- Вся площина, будь-який квадрат на ній і відрізок прямої рівнопотужні.

Відношення рівнопотужності узгоджене (з певними обмеженнями) з теоретико-множинними операціями.
- (Декартів добуток): {\displaystyle A\times B\sim B\times A;\ (A\times B)\times C\sim A\times (B\times C)}
- Якщо {\displaystyle A_{1}\sim B_{1}} і {\displaystyle A_{2}\sim B_{2},} то {\displaystyle (A_{1}\times A_{2})\sim (B_{1}\times B_{2})}
- (Об'єднання) Нехай {\displaystyle A_{1}\sim B_{1},A_{2}\sim B_{2},} причому {\displaystyle A_{1}} не перетинається з {\displaystyle A_{2},B_{1}} не перетинається з {\displaystyle B_{2}.} Тоді {\displaystyle (A_{1}\cup A_{2})\sim (B_{1}\cup B_{2})}